# 信国平助義直
信国 平助 義直（のぶくに へいすけ よしなお、1827年（文政10年）- 1875年（明治8年）3月14日、戒名：鐡仙道肝居士）は刀工。信国派の筑前信国義昌（又左衛門）の子、または孫。瓦町（現祇園町）に住み冷泉津住信国義直と銘する鍔も有る、刀匠鍔の作者として有名。俗名平助、又左衛門。　 筑前信国派吉政系最後の刀匠である。。黒田藩工。

## 系譜
以下の諸説がある。
```
信国吉政
系
信国義昌
（又左衛門　文政・天保(1829-30年頃)）－信国義秀（平四郎 弘化(1844-46年)）－
信国義直（平太郎 嘉永(1848-53年)）
```

　注3（在世中に最も近い記述で、年代は没年でなく、在銘と思われる）。
```
信国吉政
系
信国義昌
－信国義一(義秀同人：文久(1861-63年)の銘)－信国義直
```

　（注2を久野繁樹が再編成したもの）。
```
信国吉政
系
信国義昌
(
1853年
（嘉永6年）11月9日没)－信国義直
　　　　　　　　　　　　　　　　　　　　　　　└信国義秀(義一同人)
```

## 生涯
1863年（文久3年）信国吉忠、免許皆伝。1864年（元治元年）には福岡藩工であった。

## 作品
- 脇指「筑前国源信国義直」裏「安政五年（1858年）二月日」彫：草の倶利伽羅、旗鉾（一尺余り、湾れ刃）(注3)[3]p.46
- 太刀「奉納筑前源信国義直作」裏「願成就文久三年（1863年）二月日」（大宰府天満宮蔵）
- 槍　「筑前源信国義直作」裏「文久三年八月日」（浦田重中所持、大宰府天満宮蔵）
- 刀　「筑前国官工源信国義直作」裏「元治元年（1864年）八月日」（二尺六寸余り、直刃）[3]p.46
- 刀　「筑前国官工源信国又左衛門義直作」裏「慶応元年（1865年）巳八月日」（二尺六寸三分、直刃）[3]p.46
- 短刀　「守刀筑前国源信国義直作 大賀惟和妹松 慶応二年二月吉日」 櫛田神社所蔵
- 短刀　「筑前国源信国義直」裏年記無し　鍛え肌は綾杉肌風(七寸八分互の目）（北九州市個人蔵）